# Tu seras sumo
Pour plus de détails, voir Fiche technique et Distribution.
Tu seras sumo est un documentaire franco-japonais réalisé par Jill Coulon en 2008, et sorti en salle en 2013. Dans une version différente (plus courte en France, plus longue au Japon), ce documentaire a été auparavant diffusé à la télévision sous le titre Une vie normale.

## Synopsis
À 18 ans, alors qu'il aurait aimé être judoka, à la demande expresse de son père, Takuya Ogushi, appelé en tant que lutteur Kyokutaisei Takuya (旭大星　拓也), est initié pour devenir sumo. 

## Fiche technique
- Titre français : Tu seras sumo
- Titre original : Shinbō (辛抱?)
- Réalisation : Jill Coulon
- Musique : dDamage[1]
- Société de production : Quark Productions
- Société de distribution : Aloest Distribution
- Pays d'origine :  France,  Japon
- Lieu de tournage : Japon
- Langue : français, japonais
- Genre : documentaire
- Durée : 1 h 23 min
- Date de sortie :  France : 13 mars 2013

## Distinctions
Tu seras sumo a été sélectionné et primé dans de nombreux festivals, en France et à l'étranger. Parmi ceux-ci :
- 22e festival international du film documentaire d'Amsterdam (Pays-Bas) ;
- 8e festival du film documentaire de Gdansk (Pologne) ;
- 7e festival international du documentaire de Madrid - Documenta - section Asie (Espagne) ;
- 10e festival international de documentaire de Perm - Flahertiana (Russie) : mention spéciale du Jury ;
- 5e festival international de cinéma documentaire - MiradasDoc (Ténérife, Espagne) : prix du Meilleur Premier Film ;
- 10e Escales documentaires (La Rochelle, France) ;
- 6e festival du film d’éducation (Évreux, France) : prix spécial du Jury ;
- 20e Traces de vies (Clermont-Ferrand, France) ;
- 10e festival de Lasalle (Lasalle, France) ;
- 6e Étoiles de la SCAM (Paris, France).